# Mols Jernbane
Mols Jernbane var en planlagt jernbanestrækning i Østjylland rundt om Kalø Vig. Den skulle have sin start i Hornslet og ende ved Torup i bunden af Knebel Vig. Den blev vedtaget ved Jernbaneloven af 20. marts 1918 og staten var derfor forpligtet til at betale 50% af anlægsudgifterne. Disse var dog beregnet til at blive temmelig høje på grund af det kuperede terræn ved Mols Bjerge. En kommission nedlagt af Rigsdagen kom i 1926 frem med en betænkning der var særdeles kritisk over for disse udgifter set i forhold til driften. Banen blev derfor aldrig til noget.

## Strækningen
- Hornslet (0 km)
- Ugelbølle (7 km)
- Følle (9 km)
- Rønde (11 km)
- Egens (16 km)
- Vrinners (19 km)
- Knebel (23 km)
- Torup (25 km)